# Colares (Sintra)
Colares é uma vila portuguesa sede da Freguesia de Colares do Município de Sintra, freguesia com 33,07 km² de área e 7746 habitantes (censo de 2021), tendo, assim, uma densidade populacional de 234,2 hab./km².
A povoação de Colares foi elevada à categoria de vila em 24 de julho de 1997 (Lei 78/1997).
Foi sede de um antigo concelho entre 1255 e 1855. O concelho era constituído apenas pela freguesia de Colares e tinha, em 1801, 1930 habitantes e, em 1849, 3341 habitantes.
Esta freguesia situa-se na zona sudoeste do município de Sintra, na costa atlântica, drenado maioritariamente pela Ribeira de Sintra. Como inclui o Cabo da Roca, é a freguesia mais ocidental de Portugal Continental.
Tem por orago Nossa Senhora da Assunção.

## Demografia
A população registada nos censos foi:
| Ano  | 0-14 Anos | 15-24 Anos | 25-64 Anos | > 65 Anos |
| 2001 | 1121      | 951        | 3963       | 1437      |
| 2011 | 1139      | 767        | 4168       | 1554      |
| 2021 | 1050      | 770        | 3967       | 1959      |

## Património
- Monumento pré-histórico da Praia das Maçãs
- Pelourinho de Colares
- Azenhas do Mar
- Anta de Adrenunes
- Igreja de Nossa Senhora da Conceição da Ulgueira
- Quinta de Vale de Marinha
- Conjunto formado pela Casa dos Lafetás ou Vila Cosme
- Troço Ribeira/Praia das Maçãs da linha de eléctricos de Sintra, estruturas e composições
- Capela de Santo António ou Capela de Nossa Senhora das Mercês
- Capela da Misericórdia de Colares ou Antiga Capela da Família Melo e Castro
- Villa romana de Santo André de Almoçageme
- Santuário da Peninha ou Capela de Nossa Senhora da Penha e dependências[8]
- Forte da Roca
- Tolo do Monge
- Convento de Santa Ana da Ordem do Carmo ou Convento de Sant'Ana da Ordem do Carmo ou Convento do Carmo ou Quinta do Carmo e respectiva cerca[8]
- Quinta Mazziotti ou Quinta do França
- Quinta do Vinagre
- Cabo da Roca
- Farol do Cabo da Roca
- Villa ￼Costa  ou Vila Vitorino
- Éden-hotel
- Sítio Arqueológico do Alto da Vigia